# Golpe de Estado en Vietnam del Sur de 1960
El Golpe de Estado en Vietnam del Sur de 1960 sucedió el 11 de noviembre de 1960, cuando una facción del Ejército de la República de Vietnam (ERVN) intentó un golpe de estado contra el régimen del presidente survietnamita Ngo Dinh Diem. El golpe fue dirigido por dos comandantes del ERVN, el teniente coronel Vuong Van Dong y el coronel Nguyen Chanh Thi. Los rebeldes afirmaron que la política autocrática del presidente y la dominación de su hermano Ngo Dinh Nhu y su esposa fueron la razón primordial de rebelarse contra Diem. Los rebeldes asediaron el palacio presidencial Gia Long en Saigon y Diem empleó tácticas de delatación para ganar tiempo hasta que fuerzas lealistas del ERVN entraron en la capital y levantaron el asedio. En una batalla interna entre fuerzas del mismo ejército, los rebeldes fueron derrotados. Además de vencer a los golpistas, Diem se vengó de ellos con detenciones de sus contricantes internos.
Un juicio contra los conspiradores del golpe acabó en 1963, con siete oficiales militares y dos civiles condenados a muerte, mientras otros recibieron sentencias con penas de cárcel. Irónicamente, el 2 de noviembre de 1963, casi tres años luego del golpe de Dong y Thi; Duong Van Minh, uno de los oficiales lealistas de Diem hasta entonces, dirigió un golpe exitoso que acabó con los asesinatos de Diem y su hermano Nhu.

## Inicios
El comandante en hecho del golpe fue el Teniente Coronel Dong, un vietnamita norteño que luchó con las fuerzas de la Unión Francesa contra el Vietminh en la Guerra de Indochina. Adiestrado desde Fort Leavenworth en Kansas, él tuvo buenos tratos con consejeros militares norteamericanos en Vietnam. Dong se opuso a los métodos en que Diem se inmiscuyó en los asuntos del ERVN, y aprovechaba en los oficiales militares como títeres uno contra el otro para que mantener su poder sin rivales entre el ejército. Oficiales militares budistas sufrieron de discriminación en sus carreras, mientras que los católicos ascendieron en los grados por la línea rápida. 
Otros personas que ayudaron en el golpe fueron el cuñado de Vuong Van Dong Ten. Cor. Nguyen Trieu Hong y su tío Hoang Co Thuy, fueron oficiales en el Partido Nacionalista de Vietnam (VNQDD en la idioma vietnamita) y el partido realista Dai Viet que dieron apoyo a Dong. 
Aquellos dos grupos anti-comunistas que se establecieron en el periodo de la Segunda Guerra Mundial para lograr independencia en Vietnam debajo un gobierno no comunista, pero como el presidente Ngo Dinh Diem los reprimió, tanto los comunistas como los nacionalistas se unieron.
Mientras el año antes del golpe que planeaba Dong, reclutó a oficiales contrariados con Diem, incluyendo a su propio comandante Coronel Nguyen Chanh Thi. Un veterano de la batalla contra el sindicato de crimen Binh Xuyen, Thi hubo un favorito de Diem, por lo que se le llamó al oficial de paratropas «mi hijo». Dong tuvo buenos lazos con los consejeros estadounidenses en Vietnam, ellos lo llamaron un estratega genial, y el oficial con el futuro más brillante de su clase. Para lograr el golpe con éxito, Thi y Dong aprovecharon un regimiento blindado, una unidad de infantería de marina, y tres batallones de paratropas. A las cinco de la mañana del 11 de noviembre planearon realizar el acto.

## El Golpe
A pesar de las buenas preparaciones de Dong, el golpe no se cumplió correctamente, cuándo los rebeldes no tomaron control de las estaciones de radio ni de otras comunicaciones, y no bloqueaban a los camiones entrando a Saigon. Ellos no cortaron las líneas telefónicas al palacio, un error que permitió a Diem llamar a fuerzas leales fuera de Saigon. Al principio los rebeldes no accedieron el palacio Gia Long hasta 36 horas después, el comienzo del golpe, porque creyó que Diem cumpliría con sus demandas. Dong hizo una llamada al embajador estadounidense Elbridge Dubrow para solicitar su apoyo al golpe, pero Dubrow no accedió a la petición. "Nosotros apoyamos el régimen hasta que falla". Los soldados rebeldes creyeron que fueron para reprimir un motín en la guardia presidencial. (Muchos de los soldados, especialmente en los paratropas, se habían creído como el grupo más leal en todo el ERVN, y no hubieran podido participar en el golpe si supiesen lo que hubo de verás.) Solo algunos oficiales de cada unidad habían sabido la tarea verdadera.
Cuándo finalmente dirigieron a los paracaidistas a tomar por asalto el palacio, se resistió con fuerza inesperada. A pesar de que solo treinta guardias bloquearon los ataques contra Diem, ellos consiguieron repelerlos y eliminar a siete paracaidistas que trataron de escalar la cerca de Gia Long. Después de fallar allí, no intentaron otro asalto y solo acordonaron los caminos al Palacio.

### Respuesta en Saigon
Al amanecer civiles se unieron fuera de la cerca palacial, animaron a los rebeldes y llamando a la derribación de Diem. Radio Saigon declaró que un «Consejo Revolucionario» gobierna en la República de Vietnam. Algunos tropas cerca de la capital prestaron apoyo en el golpe, y pareció como si Diem cayó, a pesar de que los rebeldes todavía intentaron capturar de vuelta el palacio, como querría Vuong Van Dong. Thi, opuesto de la idea de asesinar al Presidente "derrocado, inclusive a un soberano abusivo como Diem, se temió de hacer un atentado de nuevo.

## Las negociaciones
Thi, como el jefe del «consejo revolucionario»se llamó o el primero ministro de la República de Vietnam, y que el hermano y la cuñada despreciada de Diem, Sr. y Sra. Ngo Dinh Nhu, habrían sacados del palacio y puestos de poder. Radio Saigon clamaba que Diem había saqueado desde su inicio, su corrupción y la represión de libertad en su gobierno estaban acaban con el país. El representante civil en el «consejo militar» fue Phan Quang Dan un crítico de Diem y candidado descalificado en las elecciones para la Asamblea Nacional de la República de Vietnam en 1959, demás que ganó con un razón de 6:1. Dan declaró que el fracaso de la causa gubernamental contra los rebeldes de Viet Cong y el rechazo de Diem reconocer a otros líderes survietnamitas fue el razón del golpe. 

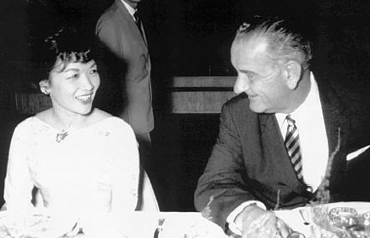
Madame Ngo Dinh Nhu, aquí fotografiada con el vicepresidente de los EE. UU. Lyndon B. Johnson, fue una de los blancos del golpe.

El presidente mandó a su secretario personal Vo Van Hai para negociar con los golpistas. Dong y los otros rebeldes no estaban de acuerdo si era mejor matar a la pareja Nhu o no. Mientras las negociaciones de Diem, Sra. Nhu rogó a el cuñado del presidente no hacer nunca trato con los rebeldes, porque él era el líder elegido a salvar el país, y lo fue el destino de la familia. Nhu no aprendía la estrategia de Diem de delatar al asalto con negociaciones para ganar tiempo, y pensaba que el presidente se sinto intimidado por la junta de Dong y Thi. Durbrow, el embajador, había dicho mientras el golpe que "nosotros conocemos la importancia primordial de Vietnam y el mundo libre que un acuerdo habría logrado tanto en tan poco tiempo, para evadir divisiones siguientes, derramamiento de sangre, y la debilitación resultante de la capacidad de Vietnam de resistir a los comunistas". Aquel comunicado causó tensiones entre Durbrow y Diem luego, y siguiente al saqueo del embajador estadounidense. Diem se enojó que su aliado mayor hubiera dado legitimidad a los rebeldes y le llamaba a negociar con personas que en su mente traicionaron a Vietnam del Sur.

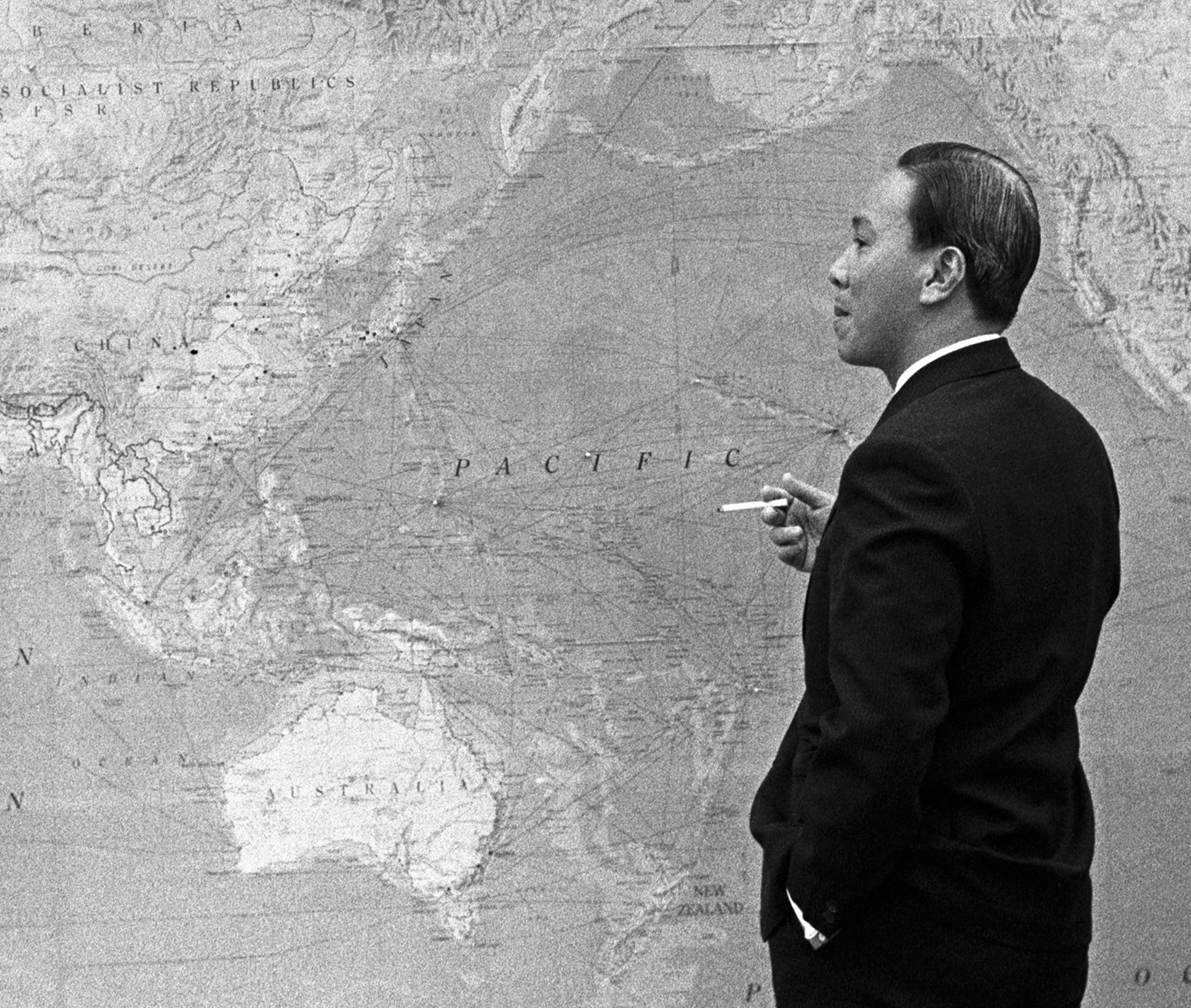
La 5a División de Nguyen Van Thieu entró en Saigon y derrotaba a los rebeldes.

## La respuesta lealista
Mientras las negociaciones fuerzas leales a Diem llegaron a Saigon, que como había escrito arriba no fue cerrada por los rebeldes, incluyendo la 5a Division del Coronel Nguyen Van Thieu, y la 7a Division del Coronel Tran Thien Khiem (Thieu había sido el presidente de la República de Vietnam en 1965, y Khiem el primero ministro durante la caída del Sur en 1975). Diem trató gratificar a la junta con concesiones como el término de censura de la prensa, menos control gobernal en la economía, y elecciones justas. Él rechazó sacar a su hermano, pero acordó despedir a su gabuinete y formar un gobierno de acuerdo al Consejo Revolucionario. En la noche del 12 de noviembre, Diem grabó una cinta diciendo su propuesto de concesiones. Los motineros transmitieron la cinta en Radio Saigon.

### Se cierra la trampa
Mientras la transmisión de la cinta las divisiones lealistas movieron en Saigon y cercaron al palacio Gia Long. Unidades que se unieron con la junta del día anterior reunieron de vuelta con los lealistas cuándo decidieron que Diem está recuperando. Los paracaidistas, en puestos difíciles de defender cerca del palacio, retrocedieron a unos barracones un kilómetro lejos de allá. Luego de una batalla corta pero muy sangrienta en que murieron 400 personas, el golpe fue derrotado. 
Para finalizar el drama, General Nguyen Khan (él mismo presidente antes Thieu), escaló la cerca palacial y llegó a Diem para restablecer contacto entre la República de Vietnam y el presidente. Luego otros oficiales clamaron que Khanh le apoyó en Diem solo que supo acerca de la entrada de las dos divisiones en Saigon, y Khan pensó entre apoyar en el gobierno o al golpe.

## Resultados del golpe
Después que restableció control, Diem aprovechaba en medidas represivas para venganzar contra los militares y civiles de la revuelta. Por su parte, Vuong Van Dong y Nguyen Chanh Thi ya huyeron tras Vietnam del Sur a Camboya, pero otras personas enlazados con el golpe fracasado como Phan Quang Dan fueron detenidos. Al contrario de las promesas que había hecho el presidente según las negociaciones, luego de su supervivencia del golpe él restringía tanto más las libertades civiles en la República de Vietnam.

### Ganadores
Aunque Diem su mismo no benefició en el largo plazo del golpe y en menos de tres años cayó y fue asesinado en un otro golpe, Algunas personas que participaron en la represión del golpe se alzaron a posiciones de poder a causa del golpe. Por ejemplo, los generales Nguyen Khanh y Duong Van Minh, y los coroneles Nguyen Van Thieu y Tran Thien Khiem, todos ellos que no apoyaron a Dong, hicieron más fuertes en los conflictos internos en el ERVN.

### Perdido de control
El golpe mostró al entero país como el presidente fue desconectado tanto de los sectores más cercanos de él, los soldados de ARVN. Los pasos que tomó Diem después reprimir el golpe para desarraigar personas opuestos a él en el ERVN solo consiguieron enpoderar a otros oficiales militares ambiciosos, los que al tiempo en verdád habrían de deshacerse de Diem. En lugar de hacer reformas verdáderas en su régimen, como necesitaba, Diem continuaba escuchar a los consejeros cercanos a él, especialmente su hermano y cuñada los Nhu, ellos que fueron los motivos para el golpe. En 1962 dos pilotos menores en la Aéronautica Survietnamita intentaron bombear el palacio por el aire, un signo de la desesperación entre el ARVN que no creyeron que Diem es capaz de dirigirlos en la guerra contra los Viet Cong. Después del fallido bombardeo , Diem comenzó una campaña contra el budismo en la República de Vietnam (sin conexión al atentado de asesinato), y su imagen en la vista del pueblo vietnamita se hizo peor que nunca. Todos estos sucesos causaron el golpe militar de 1963, en que el estado mayor de ARVN consiguieron derribar y asesinar a Diem y Nhu.